# Freestyle-Skiing-Weltcup 2008/09
Die Saison 2008/09 des von der FIS veranstalteten Freestyle-Skiing-Weltcups begann am 18. Dezember 2008 in Méribel (Frankreich) und endete am 20. März 2009 in La Plagne (Frankreich). Ausgetragen wurden Wettbewerbe in den Disziplinen Aerials (Springen), Moguls (Buckelpiste), Dual Moguls (Parallel-Buckelpiste), Skicross und Halfpipe. Höhepunkt der Saison waren die Freestyle-Skiing-Weltmeisterschaften 2009, die vom 1. bis 8. März 2009 in Inawashiro (Japan) stattfanden.

## Abkürzungen
- AE = Aerials
- MO = Moguls
- DM = Dual Moguls
- SX = Skicross
- HP = Halfpipe

## Männer

### Weltcupwertungen
| Rang | Name                  | Punkte |
| ---- | --------------------- | ------ |
| 1    | Alexandre Bilodeau    | 88     |
| 2    | Tomáš Kraus           | 64     |
| 3    | Steve Omischl         | 64     |
| 4    | Guilbaut Colas        | 63     |
| 5    | Ryan St. Onge         | 52     |
| 6    | Kévin Rolland         | 52     |
| 7    | Christopher Del Bosco | 51     |
| 8    | Lars Lewén            | 47     |
| 9    | Xavier Bertoni        | 44     |
| 10   | Jeret Peterson        | 41     |

| Rang | Name                    | Punkte |
| ---- | ----------------------- | ------ |
| 1    | Steve Omischl           | 382    |
| 2    | Ryan St. Onge           | 313    |
| 3    | Jeret Peterson          | 248    |
| 4    | Kyle Nissen             | 203    |
| 5    | Aljaksej Hryschyn       | 184    |
| 6    | Dsmitryj Daschtschynski | 175    |
| 7    | Ryan Blais              | 166    |
| 8    | Zimafej Sliwez          | 164    |
| 9    | Oleksandr Abramenko     | 162    |
| 10   | Thomas Lambert          | 159    |

| Rang | Name                      | Punkte |
| ---- | ------------------------- | ------ |
| 1    | Alexandre Bilodeau        | 790    |
| 2    | Guilbaut Colas            | 564    |
| 3    | Vincent Marquis           | 362    |
| 4    | Pierre-Alexandre Rousseau | 313    |
| 5    | Anthony Benna             | 288    |
| 6    | Alexander Smyschljajew    | 276    |
| 7    | Michael Morse             | 272    |
| 8    | Sho Kashima               | 235    |
| 9    | Tapio Luusua              | 216    |
| 10   | Yugo Tsukita              | 189    |

| Rang | Name                  | Punkte |
| ---- | --------------------- | ------ |
| 1    | Tomáš Kraus           | 574    |
| 2    | Christopher Del Bosco | 462    |
| 3    | Lars Lewén            | 423    |
| 4    | Casey Puckett         | 319    |
| 5    | Stanley Hayer         | 300    |
| 6    | Andreas Matt          | 290    |
| 7    | Thomas Zangerl        | 284    |
| 8    | Davey Barr            | 266    |
| 9    | Mike Schmid           | 252    |
| 10   | Patrick Koller        | 217    |

| Rang | Name                   | Punkte |
| ---- | ---------------------- | ------ |
| 1    | Kévin Rolland          | 260    |
| 2    | Xavier Bertoni         | 220    |
| 3    | Nils Lauper            | 140    |
| 4    | David Wise             | 102    |
| 5    | Vivien Thiery          | 97     |
| 6    | Mike Riddle            | 95     |
| 7    | Tyler Peterson         | 76     |
| 8    | Walter Wood            | 60     |
| 9    | Jean Laurent Ratchel   | 57     |
| 10   | Antti-Jussi Kemppainen | 52     |

### Podestplätze
| Datum                                                                   | Ort                 | Disz. | 1. Platz                  | 2. Platz                  | 3. Platz                  |
| ----------------------------------------------------------------------- | ------------------- | ----- | ------------------------- | ------------------------- | ------------------------- |
| 13.12.2008                                                              | Moskau              | DM    | Wettbewerb abgesagt.      | Wettbewerb abgesagt.      | Wettbewerb abgesagt.      |
| 18.12.2008                                                              | Méribel             | DM    | Pierre-Alexandre Rousseau | Alexandre Bilodeau        | Anthony Benna             |
| 19.12.2008                                                              | Adventure Mountain  | AE    | Wettbewerb abgesagt.      | Wettbewerb abgesagt.      | Wettbewerb abgesagt.      |
| 20.12.2008                                                              | Adventure Mountain  | AE    | Aljaksej Hryschyn         | Li Ke                     | Warren Shouldice          |
| 05.01.2009                                                              | St. Johann in Tirol | SX    | Mike Schmid               | Andreas Matt              | Tommy Eliasson            |
| 10.01.2009                                                              | Les Contamines      | SX    | Andreas Matt              | Christopher Del Bosco     | Markus Wittner            |
| 11.01.2009                                                              | Les Contamines      | HP    | Xavier Bertoni            | Nils Lauper               | Kévin Rolland             |
| 14.01.2009                                                              | Flaine              | SX    | Tomáš Kraus               | Casey Puckett             | Eric Iljans               |
| 18.01.2009                                                              | Lake Placid         | AE    | Jeret Peterson            | Kyle Nissen               | Warren Shouldice          |
| 19.01.2009                                                              | Lake Placid         | SX    | Lars Lewén                | Patrick Koller            | Tomáš Kraus               |
| 24.01.2009                                                              | Mount Gabriel       | MO    | Vincent Marquis           | Alexandre Bilodeau        | Pierre-Alexandre Rousseau |
| 25.01.2009                                                              | Mount Gabriel       | AE    | Steve Omischl             | Zimafej Sliwez            | Thomas Lambert            |
| 29.01.2009                                                              | Deer Valley         | MO    | Guilbaut Colas            | Alexandre Bilodeau        | Patrick Deneen            |
| 30.01.2009                                                              | Deer Valley         | AE    | Ryan St. Onge             | Liu Zhongqing             | Steve Omischl             |
| 31.01.2009                                                              | Deer Valley         | DM    | Guilbaut Colas            | David Babic               | Alexander Smyschljajew    |
| 31.01.2009                                                              | Park City           | HP    | Kévin Rolland             | Xavier Bertoni            | Walter Wood               |
| 06.02.2009                                                              | Cypress Mountain    | AE    | Steve Omischl             | Anton Kuschnir            | Stanislaw Krawtschuk      |
| 06.02.2009                                                              | Cypress Mountain    | SX    | Christopher Del Bosco     | Stanley Hayer             | Davey Barr                |
| 07.02.2009                                                              | Cypress Mountain    | MO    | Alexandre Bilodeau        | Yugo Tsukita              | Guilbaut Colas            |
| 13.02.2009                                                              | Åre                 | MO    | Alexandre Bilodeau        | Pierre-Alexandre Rousseau | Vincent Marquis           |
| 14.02.2009                                                              | Åre                 | DM    | Alexandre Bilodeau        | Guilbaut Colas            | Maxime Gingras            |
| 14.02.2009                                                              | Moskau              | AE    | Ryan St. Onge             | Dsmitryj Daschtschynski   | Stanislaw Krawtschuk      |
| 19.02.2009                                                              | Voss                | SX    | Tomáš Kraus               | Thomas Zangerl            | Andreas Matt              |
| 20.02.2009                                                              | Voss                | MO    | Alexandre Bilodeau        | Tapio Luusua              | Michael Morse             |
| 21.02.2009                                                              | Voss                | DM    | Wettbewerb abgesagt.      | Wettbewerb abgesagt.      | Wettbewerb abgesagt.      |
| 21.02.2009                                                              | Kiew                | AE    | Wettbewerb abgesagt.      | Wettbewerb abgesagt.      | Wettbewerb abgesagt.      |
| 24.02.2009                                                              | Branäs              | SX    | Lars Lewén                | Christopher Del Bosco     | Mike Schmid               |
| 1. bis 8. März 2009: Freestyle-Skiing-Weltmeisterschaften in Inawashiro |                     |       |                           |                           |                           |
| 12.03.2009                                                              | Grindelwald         | SX    | Wettbewerb abgebrochen.1  | Wettbewerb abgebrochen.1  | Wettbewerb abgebrochen.1  |
| 14.03.2009                                                              | Hasliberg           | SX    | Andreas Steffen           | Christopher Del Bosco     | Xavier Kuhn               |
| 18.03.2009                                                              | La Plagne           | DM    | Alexandre Bilodeau        | Guilbaut Colas            | Pierre Ochs               |
| 19.03.2009                                                              | La Plagne           | HP    | Kévin Rolland             | David Wise                | Nils Lauper               |
| 20.03.2009                                                              | La Plagne           | SX    | Tomáš Kraus               | Armin Niederer            | Stanley Hayer             |

1 Wettbewerb wegen schlechter Sicht und brüchiger Piste während der Qualifikation abgebrochen.

## Frauen

### Weltcupwertungen
| Rang | Name                | Punkte |
| ---- | ------------------- | ------ |
| 1    | Ophélie David       | 86     |
| 2    | Hannah Kearney      | 71     |
| 3    | Jennifer Heil       | 64     |
| 4    | Margarita Marbler   | 62     |
| 5    | Lydia Lassila       | 51     |
| 6    | Nikola Sudová       | 51     |
| 7    | Aiko Uemura         | 49     |
| 8    | Li Nina             | 48     |
| 9    | Katharina Gutensohn | 47     |
| 10   | Virginie Faivre     | 46     |

| Rang | Name           | Punkte |
| ---- | -------------- | ------ |
| 1    | Lydia Lassila  | 360    |
| 2    | Li Nina        | 336    |
| 3    | Cheng Shuang   | 300    |
| 4    | Xu Mengtao     | 282    |
| 5    | Evelyne Leu    | 244    |
| 6    | Zhao Shanshan  | 237    |
| 7    | Veronika Bauer | 237    |
| 8    | Emily Cook     | 235    |
| 9    | Jacqui Cooper  | 208    |
| 10   | Guo Xinxin     | 207    |

| Rang | Name                  | Punkte |
| ---- | --------------------- | ------ |
| 1    | Hannah Kearney        | 642    |
| 2    | Jennifer Heil         | 574    |
| 3    | Margarita Marbler     | 464    |
| 4    | Nikola Sudová         | 456    |
| 5    | Aiko Uemura           | 439    |
| 6    | Miki Itō              | 311    |
| 7    | Shannon Bahrke        | 255    |
| 8    | Emiko Torito          | 250    |
| 9    | Chloé Dufour-Lapointe | 248    |
| 10   | Shelly Robertson      | 239    |

| Rang | Name                | Punkte |
| ---- | ------------------- | ------ |
| 1    | Ophélie David       | 860    |
| 2    | Katharina Gutensohn | 469    |
| 3    | Kelsey Serwa        | 416    |
| 4    | Karin Huttary       | 413    |
| 5    | Ashleigh McIvor     | 364    |
| 6    | Marion Josserand    | 316    |
| 7    | Aleisha Cline       | 285    |
| 8    | Hedda Berntsen      | 281    |
| 9    | Émilie Serain       | 279    |
| 10   | Méryll Boulangeat   | 270    |

| Rang | Name                | Punkte |
| ---- | ------------------- | ------ |
| 1    | Virginie Faivre     | 230    |
| 2    | Anaïs Caradeux      | 205    |
| 3    | Megan Gunning       | 116    |
| 4    | Jessica Cumming     | 105    |
| 5    | Angeli VanLaanen    | 100    |
| 6    | Miyuki Hatanaka     | 96     |
| 7    | Rosalind Groenewoud | 78     |
| 8    | Katia Griffiths     | 74     |
| 9    | Katrien Aerts       | 61     |
| 10   | Dania Assaly        | 60     |

### Podestplätze
| Datum                                                                   | Ort                 | Disz. | 1. Platz             | 2. Platz             | 3. Platz              |
| ----------------------------------------------------------------------- | ------------------- | ----- | -------------------- | -------------------- | --------------------- |
| 13.12.2008                                                              | Moskau              | DM    | Wettbewerb abgesagt. | Wettbewerb abgesagt. | Wettbewerb abgesagt.  |
| 18.12.2008                                                              | Méribel             | DM    | Hannah Kearney       | Jennifer Heil        | Nikola Sudová         |
| 19.12.2008                                                              | Adventure Mountain  | AE    | Lydia Lassila        | Jacqui Cooper        | Veronika Bauer        |
| 20.12.2008                                                              | Adventure Mountain  | AE    | Zhao Shanshan        | Li Nina              | Lydia Lassila         |
| 05.01.2009                                                              | St. Johann in Tirol | SX    | Marion Josserand     | Katharina Gutensohn  | Kelsey Serwa          |
| 10.01.2009                                                              | Les Contamines      | SX    | Hedda Berntsen       | Ophélie David        | Katrin Ofner          |
| 11.01.2009                                                              | Les Contamines      | HP    | Virginie Faivre      | Miyuki Hatanaka      | Jessica Cumming       |
| 14.01.2009                                                              | Flaine              | SX    | Ophélie David        | Ashleigh McIvor      | Karin Huttary         |
| 18.01.2009                                                              | Lake Placid         | AE    | Ala Zuper            | Xu Mengtao           | Emily Cook            |
| 19.01.2009                                                              | Lake Placid         | SX    | Ophélie David        | Jenny Owens          | Méryll Boulangeat     |
| 24.01.2009                                                              | Mount Gabriel       | MO    | Aiko Uemura          | Jennifer Heil        | Hannah Kearney        |
| 25.01.2009                                                              | Mount Gabriel       | AE    | Lydia Lassila        | Cheng Shuang         | Zhao Shanshan         |
| 29.01.2009                                                              | Deer Valley         | MO    | Hannah Kearney       | Michelle Roark       | Margarita Marbler     |
| 30.01.2009                                                              | Deer Valley         | AE    | Li Nina              | Guo Xinxin           | Emily Cook            |
| 31.01.2009                                                              | Deer Valley         | DM    | Jennifer Heil        | Hannah Kearney       | Nikola Sudová         |
| 31.01.2009                                                              | Park City           | HP    | Angeli VanLaanen     | Megan Gunning        | Anaïs Caradeux        |
| 06.02.2009                                                              | Cypress Mountain    | AE    | Evelyne Leu          | Dai Shuangfei        | Cheng Shuang          |
| 06.02.2009                                                              | Cypress Mountain    | SX    | Aleisha Cline        | Ashleigh McIvor      | Karin Huttary         |
| 07.02.2009                                                              | Cypress Mountain    | MO    | Jennifer Heil        | Hannah Kearney       | Margarita Marbler     |
| 13.02.2009                                                              | Åre                 | MO    | Margarita Marbler    | Jennifer Heil        | Aiko Uemura           |
| 14.02.2009                                                              | Åre                 | DM    | Hannah Kearney       | Aiko Uemura          | Margarita Marbler     |
| 14.02.2009                                                              | Moskau              | AE    | Xu Mengtao           | Cheng Shuang         | Lydia Lassila         |
| 19.02.2009                                                              | Voss                | SX    | Ophélie David        | Katharina Gutensohn  | Karin Huttary         |
| 20.02.2009                                                              | Voss                | MO    | Aiko Uemura          | Nikola Sudová        | Miki Itō              |
| 21.02.2009                                                              | Voss                | DM    | Wettbewerb abgesagt. | Wettbewerb abgesagt. | Wettbewerb abgesagt.  |
| 21.02.2009                                                              | Kiew                | AE    | Wettbewerb abgesagt. | Wettbewerb abgesagt. | Wettbewerb abgesagt.  |
| 24.02.2009                                                              | Branäs              | SX    | Ophélie David        | Karin Huttary        | Ashleigh McIvor       |
| 1. bis 8. März 2009: Freestyle-Skiing-Weltmeisterschaften in Inawashiro |                     |       |                      |                      |                       |
| 12.03.2009                                                              | Grindelwald1        | SX    | Ophélie David        | Marion Josserand     | Sanna Lüdi            |
| 14.03.2009                                                              | Hasliberg           | SX    | Katharina Gutensohn  | Ophélie David        | Julia Murray          |
| 18.03.2009                                                              | La Plagne           | DM    | Margarita Marbler    | Nikola Sudová        | Chloé Dufour-Lapointe |
| 19.03.2009                                                              | La Plagne           | HP    | Anaïs Caradeux       | Virginie Faivre      | Rosalind Groenewoud   |
| 20.03.2009                                                              | La Plagne           | SX    | Ophélie David        | Kelsey Serwa         | Émilie Serain         |

1 Wertung nach der Qualifikation. Finale wegen schlechter Sicht und brüchiger Piste abgesagt.

## Nationencup
| Rang | Land                | Punkte |
| ---- | ------------------- | ------ |
| 1    | Kanada              | 5772   |
| 2    | Vereinigte Staaten  | 3625   |
| 3    | Frankreich          | 3419   |
| 4    | Schweiz             | 2465   |
| 5    | Österreich          | 2267   |
| 6    | Japan               | 1665   |
| 7    | Schweden            | 1343   |
| 8    | Volksrepublik China | 1292   |
| 9    | Tschechien          | 1249   |
| 10   | Australien          | 1080   |

| Rang | Land               | Punkte |
| ---- | ------------------ | ------ |
| 1    | Kanada             | 3093   |
| 2    | Vereinigte Staaten | 1960   |
| 3    | Frankreich         | 1804   |
| 4    | Schweiz            | 1246   |
| 5    | Schweden           | 951    |
| 6    | Österreich         | 764    |
| 7    | Russland           | 724    |
| 8    | Tschechien         | 685    |
| 9    | Japan              | 668    |
| 10   | Finnland           | 609    |

| Rang | Land                | Punkte |
| ---- | ------------------- | ------ |
| 1    | Kanada              | 2679   |
| 2    | Vereinigte Staaten  | 1665   |
| 3    | Frankreich          | 1615   |
| 4    | Österreich          | 1503   |
| 5    | Schweiz             | 1219   |
| 6    | Volksrepublik China | 1017   |
| 7    | Japan               | 997    |
| 8    | Australien          | 902    |
| 9    | Tschechien          | 564    |
| 10   | Norwegen            | 489    |